# 書香歲月
《書香歲月》（英語：Book of Days）是由愛爾蘭女性歌手恩雅在1992年推出的單曲作品。

## 作品概要
此歌曲最初是收錄在恩雅的1991年專輯《牧羊人之月》中，並採用愛爾蘭語演唱。在1992年改以單曲唱片方式發行，並添增英語歌詞，而英語版本的《書香歲月》有被由朗·霍華執導、湯姆·克魯斯和妮可·基嫚主演的同年上映電影《遠離家園》採用為片尾曲。不過往後重新發行的《牧羊人之月》專輯收錄之《書香歲月》為英語歌詞版本，使得原先愛爾蘭語版《書香歲月》成為市面上較罕見的恩雅歌曲作品。
另2009年在德國柏林所舉辦的世界田徑錦標賽裡，《書香歲月》有被採用為頒獎儀式中的背景音樂。

## 單曲銷售成績
| 各地排行榜（1992年） | 最高名次 |
| -------------------- | -------- |
| 英國                 | 第10名   |
| 愛爾蘭               | 第12名   |
| 瑞典單曲排行         | 第34名   |